# Lukáš Kovařík
Lukáš Kovařík (narozen 1987) je český dirigent. Studoval na Pražské konzervatoři nejprve klasickou kytaru a následně dirigování pod vedením Miriam Němcové, Miroslava Košlera a Hynka Farkače, později také na HAMU v Praze u Tomáše Koutníka, Leoše Svárovského a Hynka Farkače.
Absolvoval mistrovské kurzy u Michaila Jurowského s Litevským státním symfonickým orchestrem a u Norberta Baxy v Severočeském divadle Ústí nad Labem.
Představil se např. s Plzeňskou filharmonií, Jihočeskou filharmonií, Talichovým komorním orchestrem, Komorním orchestrem Pavla Haase nebo Orquesta Sinfonica Chamartín. Soudobé hudbě se věnoval jako dirigent orchestru Prague Modern Young. Nahrával pro Českou televizi i Český rozhlas.
Za studií na Pražské konzervatoři byl dirigentem orchestru Šarbilach. V roce 2008 se stal sbormistrem Smíšeného pěveckého sboru Rosa. Od roku 2010 působil jako šéfdirigent Symfonického orchestru ČVUT v Praze.